# 12911 Goodhue
12911 Goodhue eller 1998 SQ59 är en asteroid i huvudbältet som upptäcktes den 17 september 1998 av LONEOS vid Anderson Mesa Station. Den är uppkallad efter Samuel Harlowe Goodhue.
Asteroiden har en diameter på ungefär 15 kilometer och den tillhör asteroidgruppen Themis.